# Norman James Crisp
Pour les articles homonymes, voir Crisp.
Norman James Crisp, né le 11 décembre 1923 à Southampton en Angleterre et mort dans la même ville le 14 juin 2005, est un écrivain, dramaturge et scénariste britannique, auteur de roman policier. Ses œuvres sont signées N.J. Crisp.

## Biographie
Il est pilote dans la RAF jusqu'à la fin des années 1940 avant de travailler dans l'administration et la vente. À partir des années 1950, il publie des nouvelles dans la presse, notamment dans The Saturday Evening Post. Il aborde le théâtre au début des années 1960. En 1960, il rédige aussi son premier scénario pour un téléfilm britannique réalisé par Don Taylor, The Dark Man. Scénariste prolifique, il en écrit plus d'une centaine principalement pour des séries télévisées britanniques.
En 1976, il publie son premier roman The Gotland Deal dans lequel il met en scène l'inspecteur de police Sidney Kenyon. On retrouve ce personnage en 1978 dans un second roman Très peu pour moi ! (The London Deal) : un « récit complexe qui amalgame les démêlés d'un homme avec sa vie à ceux du même homme avec la justice et les truands. (…) L'ensemble se lit avec ce plaisir qui naît du réfléchit, du cultivé ». Entre ces deux romans, il fait paraître en 1977 Retroussons nos manches (The Odd Job Man). 
Il est président de la Writers' Guild of Great Britain de 1968 à 1970.

## Œuvre

### Romans signés N.J. Crisp

#### SérieSidney Kenyon
- The Gotland Deal (1976)
- The London Deal (1978) Publié en français sous le titre Très peu pour moi !, traduit par Madeleine Charvet, Paris, Gallimard, Super noire no 133, 1979  (ISBN 2-07-046133-5)

#### SérieStephen Haden
- In the Long Run (1987)
- The Ninth Circle (1988)

#### Autres romans
- The Odd Job Man (1977) Publié en français sous le titre Retroussons nos manches, traduit par France-Marie Watkins, Paris, Gallimard, Super noire no 116, 1978  (ISBN 2-07-046116-5)
- A Family Affair (1979)
- Festival (1981)
- The Brink (1982)
- Yesterday's Gone (1983)

### Nouvelles
- Steer Course 180 (1955)
- They’ll Never Miss Me (1957)
- From Different Worlds (1958)
- The Day He Went Home (1959)
- Hero with a Past (1959)
- Last Chance for Love (1959)
- Unforgotten Love (1960)
- The Turning Point (1960)
- The Peddler (1960)
- Evidence of Theft (1960)
- Time to Tell (1961)
- Step-Father (1961)
- The Next Best Thing (1962)

### Pièces de théâtre
- The Dark Man (1960)
- The Man Who Opted Out (1962)
- Jet Set (1979)
- Fighting Chance (1985)
- Dangerous Obsession (1987) Publié en français sous le titre Une dangereuse obsession, traduit par David Szwarcbaum, Paris, Les Cygnes, coll. Théâtre, 2006  (ISBN 2-915459-14-2)
- Suspicion (1992)
- That Good Night (en) (1999)

## Filmographie

### Adaptation
- 1963 : Mies, joka otti osansa, téléfilm finlandais réalisé par Sirppa Sivori-Asp, adaptation de la pièce The Man Who Opted Out

### Scénarios pour la télévision

#### Téléfilms
- 1960 : The Dark Man, téléfilm britannique réalisé par Don Taylor
- 1970 : With Love in Mind, téléfilm britannique réalisé par Robin Cecil-Wright
- 1984 : Les Masques de la mort (The Masks of Death), téléfilm britannique réalisé par Roy Ward Baker

#### Séries télévisées
- 1961-1962 : 3 épisodes de la série télévisée britannique BBC Sunday-Night Play (en)
- 1961 à 1963 : 3 épisodes de la série télévisée britannique ITV Play of the Week (en)
- 1962 : série télévisée britannique Compact (en)
- 1963 : 1 épisode de la série télévisée britannique 24-Hour Call
- 1963 : 2 épisodes de la série télévisée britannique Taxi! (en)
- 1964 : 1 épisode de la série télévisée britannique It's a Woman's World
- 1964-1965 : 5 épisodes de la série télévisée britannique R3 (en)
- 1964 à 1969 : 15 épisodes de la série télévisée britannique Dr. Finlay's Casebook (en)
- 1964 à 1975 : 66 épisodes de la série télévisée britannique Dixon of Dock Green
- 1965 : 1 épisode de la série télévisée britannique The Sullavan Brothers
- 1965 : 1 épisode de la série télévisée britannique Armchair Mystery Theatre (en)
- 1965 : 1 épisode de la série télévisée britannique The Man in Room 17 (en)
- 1965 : 2 épisodes de la série télévisée britannique The Flying Swan
- 1966 : 1 épisode de la série télévisée britannique Quick Before They Catch Us (en)
- 1967 : 1 épisode de la série télévisée britannique Trapped
- 1967-1968 : 6 épisodes de la série télévisée britannique The Revenue Men (en)
- 1968 : 2 épisodes de la série télévisée britannique The First Lady (en)
- 1968 à 1976 : 44 épisodes de la série télévisée britannique The Expert (en)
- 1969 : 2 épisodes de la série télévisée britannique The Doctors (en)
- 1970 : 1 épisode de la série télévisée britannique Doomwatch (en)
- 1970 : 1 épisode de la série télévisée britannique Codename
- 1971-1972 : 6 épisodes de la série télévisée britannique Owen, M.D.
- 1972 : série télévisée britannique The Long Chase
- 1972 : 3 épisodes de la mini-série télévisée britannique The Man Who Was Hunting Himself
- 1972-1973 : 7 épisodes de la série télévisée britannique Spy Trap
- 1972-1974 : 5 épisodes de la série télévisée britannique Colditz (Colditz)
- 1972 à 1976 : 56 épisodes de la série télévisée britannique The Brothers (en)
- 1973-1974 : 2 épisodes de la série télévisée britannique Les Mystères d'Orson Welles (Orson Welles' Great Mysteries)
- 1975 : série télévisée britannique You're on Your Own (créateur de la série)
- 1975 : 4 épisodes de la série télévisée britannique Oil Strike North (en)
- 1976 : 6 épisodes de la série télévisée britannique Dangerous Knowledge
- 1977 : 1 épisode de la série télévisée britannique Jubilee
- 1977 : 4 épisodes de la série télévisée britannique The Mackinnons (en)
- 1977 à 1979 : 9 épisodes de la série télévisée britannique Secret Army (en)
- 1978-1980 : 4 épisodes de la série télévisée britannique Enemy at the Door (en)
- 1979 : série télévisée britannique Skeppsredaren
- 1979 : 10 épisodes de la mini-série télévisée britannique A Family Affair
- 1980 : 13 épisodes de la série télévisée britannique Buccaneer
- 1982 : 1 épisode de la série télévisée britannique Squadron
- 1984 : 3 épisodes de la série télévisée britannique The Odd Job Man
- 1986 : série télévisée britannique Strike It Rich!
- 1991 : 1 épisode de la série télévisée franco-britannique Coup de foudre

### Au cinéma
- 1985 : Le Domaine du crime (Murder Elite), film britannique réalisé par Claude Whatham, Ali MacGraw, Billie Whitelaw et Hywel Bennett

### Court métrage
- 1990 : Sunday Pursuit, court métrage réalisé par Mai Zetterling

## Sources
- Claude Mesplède, Les Années "Série noire" bibliographie critique d'une collection policière, t. 4 : 1972-1982, Amiens, Encrage, coll. « Travaux » (no 25), 1995, 318 p. (ISBN 978-2-906389-63-2), p. 199-210.
- Claude Mesplède et Jean-Jacques Schleret, SN, voyage au bout de la Noire : inventaire de 732 auteurs et de leurs œuvres publiés en séries Noire et Blème : suivi d'une filmographie complète, Paris, Futuropolis, 1982 (OCLC 11972030), p. 95